# Amegilla nivea
Amegilla nivea là một loài Hymenoptera trong họ Apidae. Loài này được Lepeletier mô tả khoa học năm 1841.